# روني هارون
روني هارون (19 يناير 1984 في ماليزيا - ) هو لاعب كرة قدم ماليزي في مركز الدفاع. شارك مع منتخب ماليزيا تحت 23 سنة لكرة القدم ومنتخب ماليزيا لكرة القدم. أما مع النوادي، فقد لعب مع نادي ترغكانو ونادي كيدا دارول أمان ونادي صباح وSarawak FA State Football Team ‏.

## وصلات خارجية
- روني هارون على موقع قاعدة بيانات كرة القدم.إي يو (الإنجليزية)
- روني هارون على موقع ناشيونال فوتبول تيمز (الإنجليزية)
- روني هارون على موقع Soccerway.com (الإنجليزية)